# Victor Samuel Summerhayes
Victor Samuel Summerhayes, född den 21 februari 1897 i Street, Somerset, död den 27 december 1974, var en brittisk botaniker som var specialiserad på orkidéer.
Auktorsnamnet Summerh. kan användas för Victor Samuel Summerhayes i samband med ett vetenskapligt namn inom botaniken; se Wikipediaartiklar som länkar till auktorsnamnet.